# Kardieren

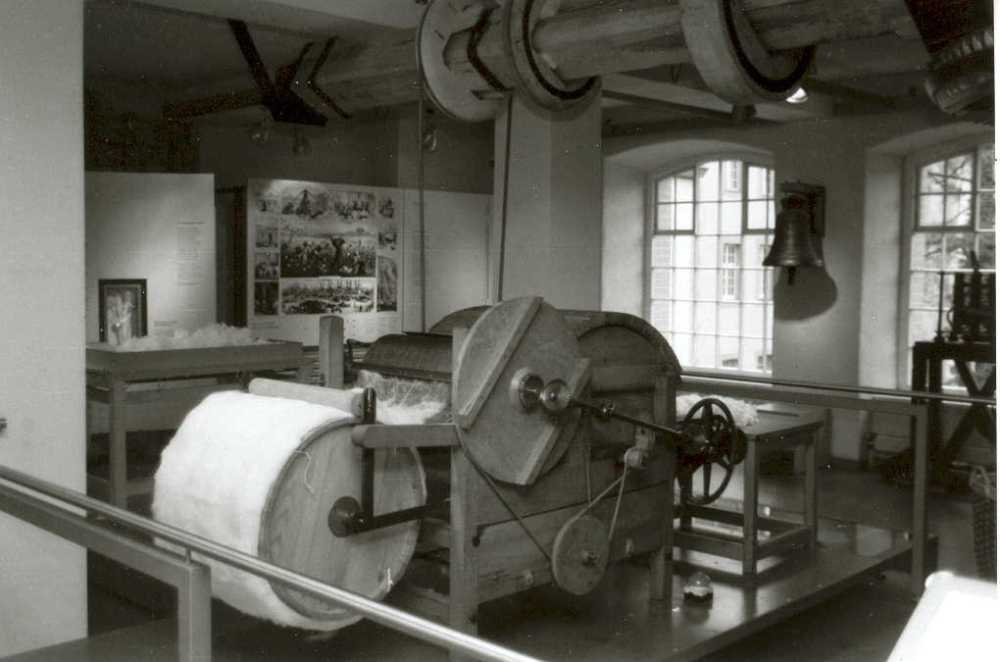
Historische Kardiermaschine im Industriemuseum Textilfabrik Cromford

Das Kardieren ist ein Arbeitsprozess in der Baumwollspinnerei und dient, vergleichbar zum Krempeln in der Streichgarn- und Kammgarnspinnerei, dem Auflösen der in der Putzerei gebildeten Wickelwatte bis zur Einzelfaser. Dabei werden die Fasern weitgehend parallelisiert und Verunreinigungen sowie kurze Fasern entfernt. Die vereinzelten Fasern bilden eine feine Schicht, den Flor, der als Karden- oder Krempelband zusammengefasst wird und in Spinnkannen abgelegt wird.
Davon zu unterscheiden sind das Kämmen von Langfasern und das Aufrauen von Geweben durch Kratzen (Weberkarden) bzw. Kratzmaschinen.

## Funktionsbeschreibung
Die bereits gut gereinigten Faserflocken werden der Karde oder Krempel möglichst gleichmäßig vorgelegt. Mittels einer Zufuhrwalze (auch Vorreißer genannt) werden die Flocken gelockert und dem Tambour (einer Walze von großem Umfang, besetzt mit zahnartigen Garnituren) vorgelegt. Die Flocken werden von den Zahngarnituren des sich schnell drehenden Tambours erfasst und in den oberen Bereich der Karde befördert. Auf der Oberseite des Tambours befinden sich Bretter (Deckelstäbe) oder kleine Walzenpaare, welche ebenfalls mit Zahngarnituren oder mit flexiblen Häkchen bestückt sind. Bei der Verwendung von Deckelstäben wird die Maschine Karde, bei Verwendung von Walzenpaaren Krempel genannt. Durch die unterschiedliche Drehrichtung sowie durch die Ausrichtung der Garnituren zueinander werden die Flocken geöffnet und die Fasern parallelisiert. Die Zähne der Garnituren können gegeneinander (auch als Kardierstellung bekannt) oder in dieselbe Richtung orientiert sein. Zusätzlich wird durch die hohe Drehgeschwindigkeit des Tambours Schmutz und Staub ausgeworfen, was insbesondere bei der Verarbeitung von Baumwolle eine wichtige Funktion der Karde darstellt.
Die Kardierintensität, also das Maß dafür, wie stark die Fasern parallelisiert werden, hängt von folgenden Parametern ab:
- die Geschwindigkeitsdifferenz zwischen Tambour und Deckelstäben oder Walzenpaaren
- die Dichte der Garnituren (die Anzahl Zähne pro cm²)
- der Abstand zwischen Tambour und Deckelstäben oder Walzenpaaren

Diese Parameter sind entsprechend der zu kardierenden Faserart zu wählen, denn manche Fasern werden durch zu hohe Kardierintensität beschädigt.

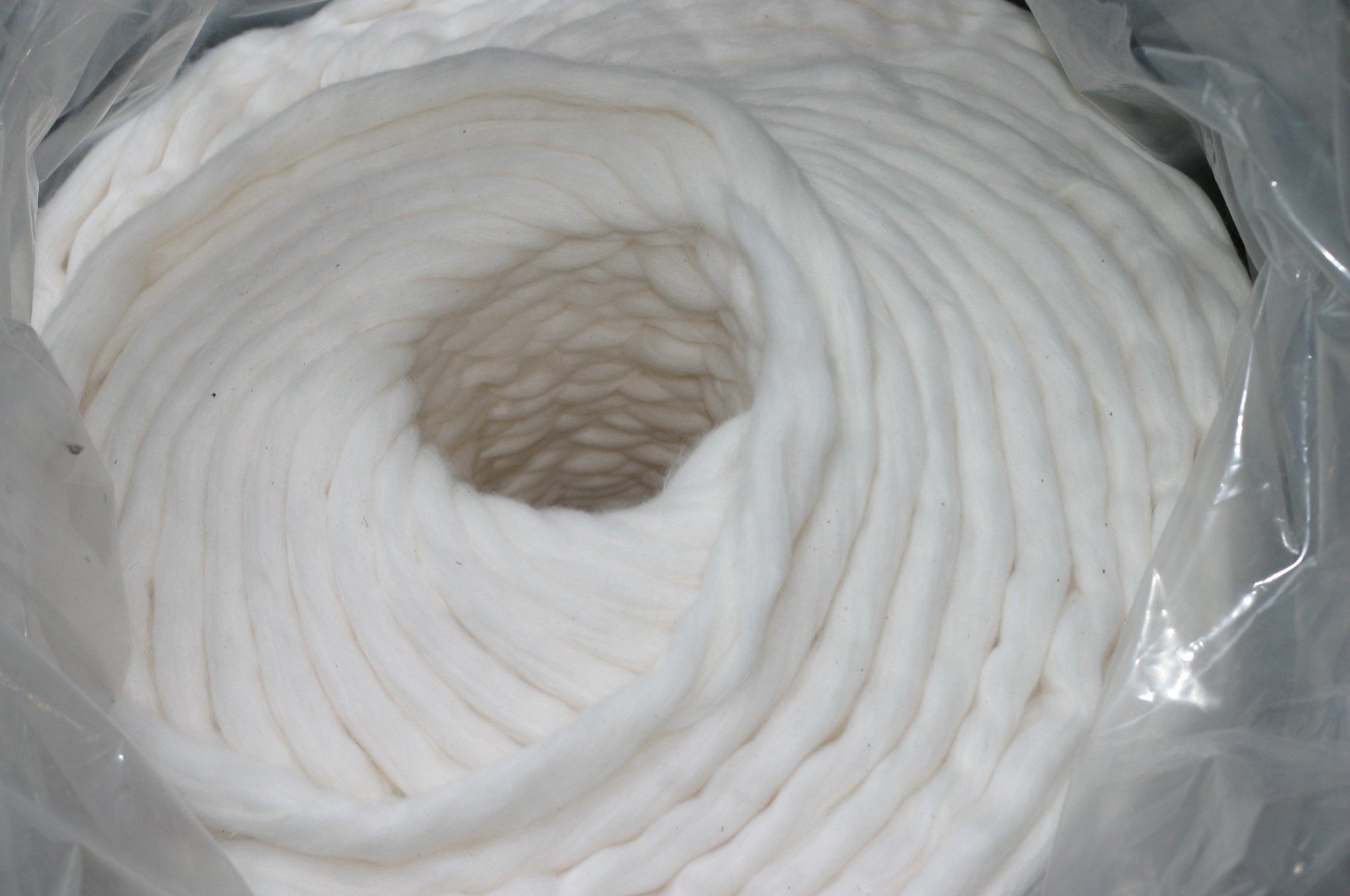
Gestrecktes Baumwoll-Kardenband

Wenn die Fasern eine halbe Umdrehung auf dem Tambour zurückgelegt haben, werden sie hinten von einer Abnehmerwalze abgenommen. Die Abnehmerwalze dreht sich in die gleiche Richtung wie der Tambour, aber viel langsamer. Dadurch werden die Fasern aus den Zahngarnituren des Tambours „ausgehängt“. Da die Fasern untereinander verhaken und schlecht auf der Abnehmerwalze haften, kann ein breites Faserband, der Flor oder das Vlies, von der Abnehmerwalze abgezogen werden.
Bei einer Weiterverarbeitung zu einem Garn wird der Flor in einem Trichter zu einem runden Band, dem Kardenband, geformt und in Schlaufen in einer Kanne abgelegt. Das Kardenband wird anschließend zusammen mit weiteren Kardenbändern in der Strecke (früher Streckbank) gestreckt, um Ungleichmäßigkeiten der einzelnen Kardenbänder auszugleichen. Anschließend kann das verstreckte Band über mehrere Schritte zu einem Garn gesponnen werden.
In der Vliesstoffproduktion kann die Weiterverarbeitung auf verschiedene Arten erfolgen. Der Flor kann direkt zu einem Vliesstoff verfestigt werden (chemisch, thermisch oder mechanisch) oder es erfolgt vor der Verfestigung ein Übereinanderschichten mehrerer Florlagen. Dies kann entweder durch das Zusammenführen der Florlagen mehrerer Krempeln oder durch das Übereinanderschichten einer einzelnen Florlage in einem Kreuzleger erfolgen. Der fertige Vliesstoff wird aufgerollt oder bei dickeren Vliesstoffen in kürzere Stücke geschnitten und gestapelt.

## Geschichte

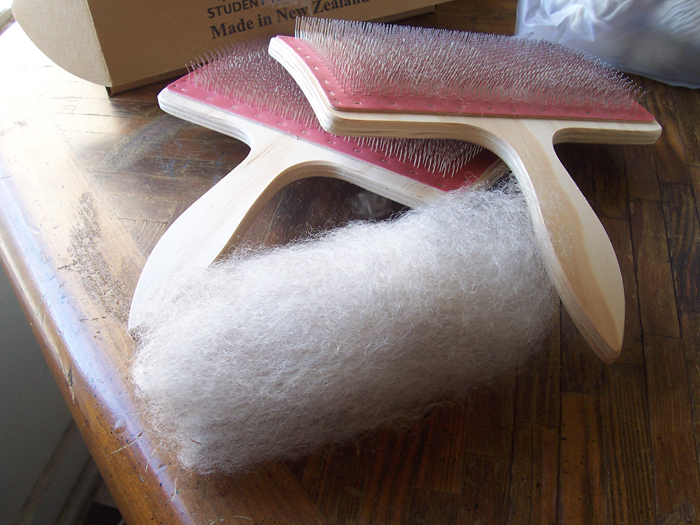
Ein Paar Handkarden

- 1748 erhielt der Engländer Daniel Bourn aus Leominster ein Patent auf eine Walzenkarde.
- Im selben Jahr erhielten die Engländer Lewis Paul und John Wyatt aus Birmingham ein Patent auf eine ähnliche Karde mit Handantrieb.
- 1769 wurde die Waterframe, die mechanische Spinnmaschine, erfunden. Durch deren größere Geschwindigkeit wurde das Kardieren noch stärker zum Engpass beim Spinnen.
- 1775 erhielt Richard Arkwright ein Patent auf eine Karde, bei der die Walzen oberhalb des Tambours durch Stäbe ersetzt wurden.
- Dieses Prinzip beider Systeme ist bis heute erhalten geblieben, lediglich feinere, genauere und stabilere Ausführungen haben höhere Maschinengeschwindigkeit und Arbeitsbreite ermöglicht. Die Produktivität ist so auf ein Vielfaches gestiegen. Eine Deckelkarde kann bei 1,5 Meter Arbeitsbreite bis 200 Kilogramm Kardenband pro Stunde produzieren, eine Walzenkarde mit 3 Meter Breite kann bei der Herstellung von Geotextilien über 1,5 Tonnen pro Stunde erreichen.

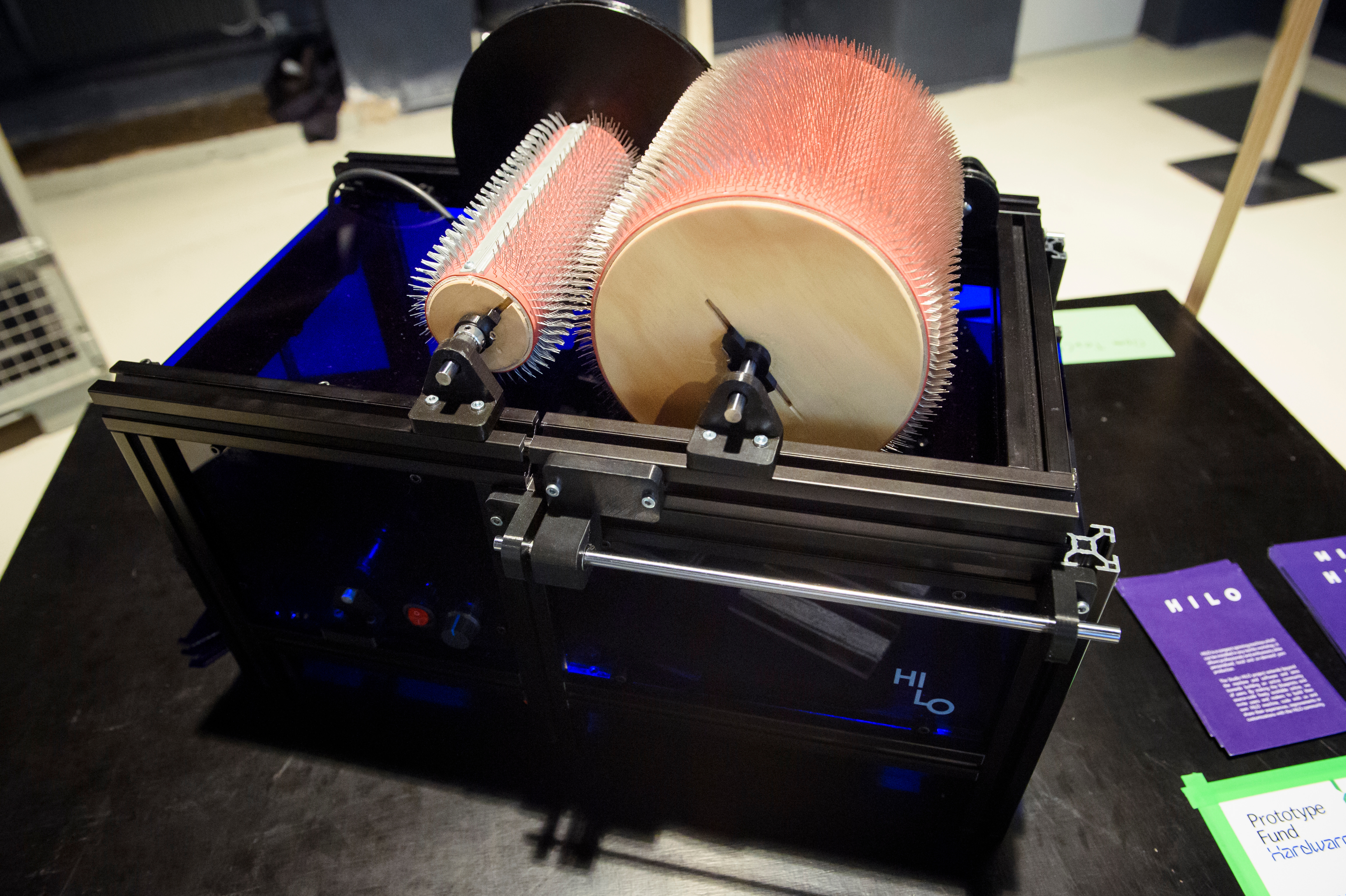
Kompakte Open-Source-Kardiermaschine, 2023

Im Kunsthandwerks- und Hobbybereich werden kleinere Trommelkarden eingesetzt, die mit einem Elektromotor oder einer Handkurbel bedient werden. Bei Handkarden ist ein Häkchenbelag auf zwei etwa 10 × 20 cm großen Brettern mit Handgriffen befestigt. Die Faserflocken werden zwischen die Brettchen gelegt und die Karden auseinandergezogen. Eine Kratz- oder Flickkarde ist eine noch kleinere Handkarde. Sie wird einzeln benutzt zum Auflockern der Wolle, etwa beim Handspinnen.

## Anwendungsgebiet
- Baumwolle und chemische Stapelfasern bis 60 Millimeter Länge werden auf Maschinen mit Deckelstäben kardiert.
- Wolle, chemische Stapelfasern ab ca. 25 Millimeter Länge, Vigogne, Abfallfasermischungen, Jute und Bastfaserwerg werden auf Krempeln (auch Walzenkarden genannt) verarbeitet.
- Leinen und Hanffasern werden oftmals nicht kardiert, sondern nur durch das Hecheln aufgelöst.